# 第8回全米映画俳優組合賞
8th SAG Awards

2002年3月9日
キャスト賞 - 映画: 

ゴスフォード・パーク
キャスト賞 - ドラマシリーズ: 

ザ・ホワイトハウス
キャスト賞 - コメディシリーズ: 

セックス・アンド・ザ・シティ
第8回全米映画俳優組合賞は、2002年3月9日に発表された。

## 候補者及び受賞者一覧

### 映画

#### 主演男優賞
- ラッセル・クロウ - 『ビューティフル・マインド』 - ジョン・ナッシュ役
  - ケヴィン・クライン - 『海辺の家』 - ジョージ・モンロー役
  - ショーン・ペン - 『アイ・アム・サム』 - サム・ドーソン役
  - デンゼル・ワシントン - 『トレーニング デイ』 - アロンゾ・ハリス役
  - トム・ウィルキンソン - 『イン・ザ・ベッドルーム』 - マット・ファウラー役

#### 主演女優賞
- ハル・ベリー - 『チョコレート』 - レティシア・マスグローヴ役
  - ジェニファー・コネリー - 『ビューティフル・マインド』 - アリシア・ナッシュ役
  - ジュディ・デンチ - 『アイリス』 - アイリス・マードック役
  - シシー・スペイセク - 『イン・ザ・ベッドルーム』 - ルース・ファウラー役
  - レネー・ゼルウィガー - 『ブリジット・ジョーンズの日記』 - ブリジット・ジョーンズ役

#### 助演男優賞
- イアン・マッケラン - 『ロード・オブ・ザ・リング』 - 灰色のガンダルフ役
  - ジム・ブロードベント - 『アイリス』 - ジョン・ベイリー役
  - ヘイデン・クリステンセン - 『海辺の家』 - サム・モンロー役
  - イーサン・ホーク - 『トレーニング デイ』 - ジェイク・ホイト役
  - ベン・キングズレー - 『セクシー・ビースト』 - ドン・ローガン役

#### 助演女優賞
- ヘレン・ミレン - 『ゴスフォード・パーク』 - ミセス・ウィルソン役
  - ケイト・ブランシェット - 『バンディッツ』 - ケイト・ウィーラー役
  - ジュディ・デンチ - 『シッピング・ニュース』 - アグニス・ハム役
  - キャメロン・ディアス - 『バニラ・スカイ』 - ジュリー・ジャンニ役
  - ダコタ・ファニング - 『アイ・アム・サム』 - ルーシー・ドーソン役

#### キャスト賞
- 『ゴスフォード・パーク』
アイリーン・アトキンス、ボブ・バラバン、アラン・ベイツ、チャールズ・ダンス、スティーヴン・フライ、マイケル・ガンボン、リチャード・E・グラント、デレク・ジャコビ、ケリー・マクドナルド、ヘレン・ミレン、ジェレミー・ノーサム、クライヴ・オーウェン、ライアン・フィリップ、クリスティン・スコット・トーマス、マギー・スミス、エミリー・ワトソン
  - 『ビューティフル・マインド』
  - 『イン・ザ・ベッドルーム』
  - 『ロード・オブ・ザ・リング』
  - 『ムーラン・ルージュ』

### テレビ

#### 男優賞（テレビ映画・ミニシリーズ）
- ベン・キングズレー - 『アンネ・フランク』 - オットー・フランク役
  - アラン・アルダ - Club Land - ウィリー・ウォルターズ役
  - リチャード・ドレイファス - 『レーガン/大統領暗殺未遂事件』 - アレクサンダー・ヘイグ役
  - ジェームズ・フランコ - 『DEAN/ディーン』 - ジェームズ・ディーン役
  - グレゴリー・ハインズ - 『キング・オブ・タップ』 - ビル・"ボージャングルズ"・ロビンソン役

#### 女優賞（テレビ映画・ミニシリーズ）
- ジュディ・デイヴィス - 『ジュディ・ガーランド物語』 - ジュディ・ガーランド役
  - アンジェラ・バセット - Ruby's Bucket of Blood - ルビー・ドラクロワ役
  - アンジェリカ・ヒューストン - 『アヴァロンの霧』 - 湖の乙女ヴィヴィアン役
  - シシー・スペイセク - Midwives - シビル・ダンフォース役
  - エマ・トンプソン - 『エマ・トンプソンのウィット/命の詩』 - ヴィヴィアン・ベアリング役

#### 男優賞（ドラマシリーズ）
- マーティン・シーン - 『ザ・ホワイトハウス』 - ジョサイア・"ジェド"・バートレット役
  - リチャード・ドレイファス - The Education of Max Bickford - マックス・ビックフォード役
  - デニス・フランツ - 『NYPDブルー』 - アンディ・シポウィッツ刑事役
  - ジェームズ・ガンドルフィーニ - 『ザ・ソプラノズ 哀愁のマフィア』 - トニー・ソプラノ役
  - ピーター・クラウス - 『シックス・フィート・アンダー』 - ネイト・フィッシャー役

#### 女優賞（ドラマシリーズ）
- アリソン・ジャニー - 『ザ・ホワイトハウス』 - CJ・クレッグ役
  - ロレイン・ブラッコ - 『ザ・ソプラノズ 哀愁のマフィア』 - ジェニファー・メルフィ役
  - ストッカード・チャニング - 『ザ・ホワイトハウス』 - アビゲイル・"アビー"・バートレット役
  - タイン・デイリー - Judging Amy - マキシーン・グレイ役
  - イーディ・ファルコ - 『ザ・ソプラノズ 哀愁のマフィア』 - カーメラ・ソプラノ役
  - ローレン・グレアム - 『ギルモア・ガールズ』 - ローレライ・ギルモア役

#### 男優賞（コメディシリーズ）
- ショーン・ヘイズ - 『ふたりは友達? ウィル&グレイス』 - ジャック・マクファーランド役
  - ピーター・ボイル - 『HEY!レイモンド』 - フランク・バローネ役
  - ケルシー・グラマー - 『そりゃないぜ!? フレイジャー』 - フレイジャー・クレイン役
  - デヴィッド・ハイド・ピアース - 『そりゃないぜ!? フレイジャー』 - ナイルズ・クレイン役
  - レイ・ロマーノ - 『HEY!レイモンド』 - レイ・バロン役

#### 女優賞（コメディシリーズ）
- メーガン・ムラーリー - 『ふたりは友達? ウィル&グレイス』 - カレン・ウォーカー役
  - ジェニファー・アニストン - 『フレンズ』 - レイチェル・グリーン役
  - キム・キャトラル - 『セックス・アンド・ザ・シティ』 - サマンサ・ジョーンズ役
  - パトリシア・ヒートン - 『HEY!レイモンド』 - デブラ・バローネ役
  - サラ・ジェシカ・パーカー - 『セックス・アンド・ザ・シティ』 - キャリー・ブラッドショー役

#### アンサンブル賞（ドラマシリーズ）
- 『ザ・ホワイトハウス』
ストッカード・チャニング、デュレ・ヒル、アリソン・ジャニー、ロブ・ロウ、ジャネル・モロニー、リチャード・シフ、マーティン・シーン、ジョン・スペンサー、ブラッドリー・ウィットフォード
  - 『CSI:科学捜査班』
  - 『ロー&オーダー』
  - 『シックス・フィート・アンダー』
  - 『ザ・ソプラノズ 哀愁のマフィア』

#### アンサンブル賞（コメディシリーズ）
- 『セックス・アンド・ザ・シティ』
キム・キャトラル、クリスティン・デイヴィス、シンシア・ニクソン、サラ・ジェシカ・パーカー
  - 『HEY!レイモンド』
  - 『そりゃないぜ!? フレイジャー』
  - 『フレンズ』
  - 『ふたりは友達? ウィル&グレイス』

### 生涯功労賞
- エドワード・アズナー